# Věznice Old Bedford County
Věznice Old Bedford County, někdy známá jako vězení Rock House, je budova vězení z 19. století, která se nachází v blízkosti náměstí v Shelbyville, v Tennessee.
Stará věznice je dvoupatrová budova postavená v letech 1866-7 z masivního ručně tesaného vápence; náklady činily 35 000 dolarů. Goodspeedova History of Tennessee ji popsala jako jednu z nejkrásnějších a nejpozoruhodnějších budov v Shelbyvillu. Podle Goodspeeda to byla jedna z nejbezpečnějších věznic v Tennessee, osvětlená a větraná dlouhými, úzkými okny, skrze které nejmenší člověk nemohl uniknout.
Bedford County provozuje moderní vězení na adrese 210 North Spring Street v Shelbyville.
Budova byla zapsána do National Register of Historic Places v roce 1975.